# سگ سفید
سگ سفید عنوان کتابی از رومن گاری نویسنده، فیلم‌نامه‌نویس، کارگردان فرانسوی ، که با ترجمه سیلویابجانیان به فارسی برگرداننده شده است.

## خلاصه داستان
در این کتاب به شکل گزارش گونه‌ای وقایع دهه شصت را به تصویر می‌کشد. ماجرای داستان خیلی ساده با یک سگ آغار می‌شود. سگی که از زیر باران و رگبار به صاحب جدیدش پناه آورده. کم‌کم جریان داستان سیاسی می‌شود و تصویری از شکنجه سیاه پوستان در آمریکای دهه شصت و مبارزات ضد نژادپرستی را در ذهن ایجاد می‌کند. مشخص می‌شود که سگ از نژاد آلمانی است و برای حمله به سیاه پوستان تربیت شده. صاحب جدید سگ برای معالجه و در واقع برای تربیت مجدد سگ به دامپزشکی مراجعه می‌کند. از قضا دامپزشکی که در کارش خیلی هم ماهر است خودش سیاه پوست است.